# Jette Linaa
Jette Linaa er en dansk arkæolog, der er bedst kendt for sin ekspertise i keramik fra middelalderen og nyere tid samt sit arbejde med indvandring, fattigdom og fællesskaber i samme tidsperioder. Hun beskrives som en af de få danske forskere, der systematisk arbejder med den materielle kultur fra middelalder og historisk tid, med særligt fokus på keramikken. Derudover arbejder Linaa med komparative analyser af vikingetidsfund og har på den baggrund i 2024 publiceret en nytolkning af Aarhus i Vikingetiden.
Linaa er adjungeret lektor på Afdeling for Arkæologi og Kulturarvsstudier ved Aarhus Universitet og fungerer samtidig som konsulent i keramik og andre fund fra middelalderen og nyere tid for en række arkæologiske museer og universiteter og omtales som en ekspert i keramik i interviews. . Hun er også medlem af en række bestyrelser og Advisory Boards og udpeget medlem af udvalg under Kulturministeriet. Desuden er Linaa fagansvarlig for middelalderarkæologi og for historisk keramik ved Lex.dk. Hun var museumsinspektør ved Moesgaard Museum med ansvar for byarkæologien og for vikingetids-, middelalder- og nyere tids arkæologi 2011-2024

## Karriere
Jette Linaa tog sin studentereksamen fra Struer Statsgymnasium i 1984 og begyndte derefter at læse arkæologi på Aarhus Universitet. Hun opnåede sin bachelor i arkæologi i 1986 med en bacheloropgave om Bernt Notkes Altertavle i Aarhus Domkirke. I 1995 afsluttede Linaa sin kandidatgrad i arkæologi med et speciale om ”Keramik fra Torvet i Horsens – typologi, proveniensbestemmelse og datering”.
Efter endt uddannelse blev Linaa ansat som arkæolog ved Moesgaard Museum i 1995. Samme år påtog hun sig sit første konsulentjob som keramikspecialist ved en arkæologisk udgravning, og hun har fortsat med denne konsulentvirksomhed for en lang række museer og forskningsprojekter siden da.
Mellem 2000 og 2004 arbejdede Linaa som arkæolog og fundspecialist ved både Moesgaard Museum og Viborg Museum. I 2004 blev hun ansat som projektleder og ekstern lektor på Center for Maritime og Regionale Studier ved Syddansk Universitet.
Fra 2006 til 2010 var Linaa lektor i Miljøarkæologi på Roskilde Universitet. Fra 2010 til efteråret 2024 har hun været ansat på Moesgaard Museum. Fra 2010 til 2016 havde hun titlen som seniorforsker, hvorefter hun blev museumsinspektør med ansvar for byarkæologi samt vikingetid, middelalder og nyere tid fra 2016.
I 2020 blev Linaa udnævnt til adjungeret lektor på Afdeling for Arkæologi og Kulturarvsstudier ved Aarhus Universitet, og lektoratet blev i december 2024 forlænget til 2030.
I dansk og international arkæologi er Linaa kendt som en internationalt orienteret forsker, der bruger det arkæologiske materiale, primært keramikken, i studier af globale netværk, migration, fattigdom og fællesskaber i vikingetid, middelalderen og nyere tid.
Linaa har modtaget en række forskningsbevillinger, herunder en Yngre Forskerleder-bevilling fra Det Strategiske Forskningsråd til projektet Kyst, Kultur og Identitet (2006-2010), en bevilling fra Vækstforum Sjælland til projektet “Aamosen; Kultur og Naturhistorie” (2007-2010), et Kollektiv Forskningsprojekt 2-bevilling fra Det Frie Forskningsråd til projektet “Urban Diaspora” (2014-2018) samt tre separate bevillinger fra Kulturministeriets Forskningsudvalg i 2012, 2018 og 2021. I anerkendelse heraf er Linaa udpeget af Slots- og Kulturstyrelsen som medlem af Udvalget til Styrkelse af Forskerkompetencer på Museer.
Linaa har både ledet og deltaget i store nationale og internationale forskningsprojekter og har været gæsteforsker på CHE History of Emotions (Sydney, Perth, Melbourne) i 2016. Hun er desuden medlem af en række danske og internationale Advisory Boards, herunder Hansemuseum Lübeck og Museerne Helsingør.
Linaa har organiseret og ledt en række workshops og konferencer i Danmark og udlandet, primært i regi af Aarhus Universitet og European Association of Archaeologists. Hun har været hovedvejleder for flere ph.d-studerende og har ledt og deltaget i bedømmelse af ph.d.-afhandlinger i Danmark, Sverige og Island. Samtidig har hun undervist i specialistkurser i keramik for museumsansatte i regi af Organisationen Danske Museer.
Desuden har Linaa arbejdet med museumsformidling som faglig kurator på Moesgaard Museums middelalderudstilling, der åbnede i 2016, og har formidlet vikingetid på Samsø for Moesgaard Museum.

## Udvalgte forskningsprojekter
Linaa har gennem sin karriere deltaget i adskillige nationale og internationale forskningsprojekter og har ofte bidraget som ekspert inden for keramikken. Hun har hidtil publiceret 84 artikler og monografier på både dansk og engelsk, baseret på sine projekter.
Her er et udvalg af hendes forskningsprojekter:

### Fra Landingsplads til Lokalcenter: Aarhus og Omegn i Vikingetiden
Linaa har forsket i Aarhus og omegn i vikingetiden og middelalderen med afsæt i ”Fra Aros til Aarhus” (2022-24), bevilget af Kulturministeriets Forskningspulje. . Fra Aros til Aarhus er publiceret i artiklen "From Landing Site to Local Centre. New Insights into the Developments, Activities and Maritime Networks of Aarhus, Denmark, in the Viking Age c 750-1050. Danish Journal of Archaeology 2024: 13, s. 1-30. https://doi.org/10.7146/dja.v13i1.148522 Artiklens hovedkonklusion er at Aarhus ikke, som det er blevet hævdet i 2024, var en af Danmarks ældste og mest betydningsfulde byer, men at byen opstod i den sene vikingetid som et lokal center på stedet for en ubetydelig kystplads med fokus på tekstilfremstilling og fiskeri. Byen havde meget få, om nogen, kontakter til omverdenen og deltog ikke i vikingetidens omfattende og intensive maritime netværk. I projektet indgår en undersøgelse af et nedbrændt grubehus fra 980-erne, der også kun viser lokalt kontaktnet. Undersøgelserne af omegnens vikingetid inkluderer en specialundersøgelse af Samsøs bebyggelse. Undersøgelsen, der omfatter undersøgelser af detektorfund, kortmateriale, stednavne og arkæologiske udgravninger, blev publiceret i 2020.

### Mobilising Dutch East India Company Collections for New Global Stories (MOBVOC)
I ARC Linkage-projektet Mobilising Dutch East India Company Collections for New Global Stories (LP210300960) fungerer Linaa som Partner Investigator i projektet, der er under ledelse af professor Alistair Paterson fra University of Western Australia (2022-2028).
Projektet involverer 32 deltagere og syv ph.d.-studerende fra institutioner som Curtin University, ECU, Flinders University, ACU, Deakin University, Leiden University, University Amsterdam, Christian-Albrechts University of Kiel, Gadjah Mada University samt museer som Western Australian Museum, Australian National Maritime Museum, State Library of NSW, Kerry Stokes Collection, Cultural Heritage Agency of The Netherlands, og internationale institutioner som Embassy of the Kingdom of the Netherlands in Australia, National Archives of the Netherlands, Rijksmuseum Holland, British Museum, Iziko Museums of South Africa, Moesgaard Museum og The Vasa Museum. Linaas rolle i projektet er at undersøge spredningen af genstande og keramik gennem VOC-netværk i Danmark og Norden.

### Urban fattigdom
Linaa har forsket og forsker i emnet urban fattigdom. Hun har forfattet artikler om urban fattigdom med udgangspunkt i udgravninger omkring fiskergade i Aarhus (FHM 4201 Clemensborg).
Udgravningerne afdækkede seks bygrunde og et stort genstandsmateriale, og ved hjælp af skriftlige kilder afdækkes de fattiges livsvilkår fra ca. 1450, hvor kvarteret anlægges, til 1850. Projektet er finansieret af en bevilling fra Kulturministeriets Forskningspulje (Urban Poverty – 2018-2020). Linaa har også forsket i urban fattigdom blandt byernes svageste grupper: Soldater, tjenestefolk og sømænd. På baggrund af kirkebøger og skifteprotokoller afdækker Linaa sociale relationer og netværk blandt byernes svageste og mest magtesløse grupper.

### Migration og indvandring i Urban Diaspora
Linaa har også forsket i migration i regi af forskningsprojektet ”Urban Diaspora”. Projektet, der var ledet af Linaa, er finansieret af en Kollektiv Forskningsprojekt 2-bevilling fra Det Frie Forskningsråd (2014-2018). Det tværvidenskabelige forskningsprojekt var anlagt som et historisk-arkæologisk-naturvidenskabeligt projekt, hvor data fra analyser af fund fra udgravninger blev sammenlignet med genstandsanalyser og biofactanalyser fra tre byer suppleret med netværksanalyser og prosografiske analyser. De udvalgte cases var Helsingør, Aalborg og svenske Nya Lödöse, der er én af forløberne for Göteborg. I projektet deltog Nordjyske Museer, Museum Nordsjælland, Statens Historiska Museer, Stockholm, Bohusläns Museum, Aarhus Universitet, Københavns Universitet og Göteborgs Universitet.

### Urban Consumption
Linaa har desuden forsket i Aarhus og omegn i middelalderen og nyere tid med afsæt i forskningsprojektet ”Urban Consumption” (2012-14) bevilget af Kulturministeriets Forskningspulje. Urban Consumption er en afsøgelse af udviklingen af byens levevis med afsæt i analyser af byens arkæologiske fund og udgravninger og skriftlige kilder fra perioden 800-1800. Undersøgelsen resulterede i påvisning af store land/by-forskelle samt store forskelle i konsumption imellem centrale byområder og byernes udkant. En urban levevis, karakteriseret ved et importeret genstandsmateriale, blev således kun delt af et fåtal af byernes indbyggere.

## Keramik generelt og i forskellige miljøer
Linaa har forsket i keramik i forskellige miljøer siden 1995, ofte som led i eller med afsæt i konsulentopgaver for eksterne parter. Blandt resultaterne er ph.d.-afhandlingen “Keramik, Kultur og Kontakter” fra 2006, der er en komparativ undersøgelse af forbruget af keramik i Jylland mellem ca. 1350 og 1650. Til denne gruppe hører også analyser af keramikken i renæssancens glashytter, to undersøgelser af keramik på borge, og en undersøgelse af det adelige måltid. Undersøgelserne af det adelige måltid har resulteret i flere nye artikler om middelalder- og renæssancekeramik.

## Medlem af
- Udvalget til styrkelse af forskerkompetencer på museer, Slots og Kulturstyrelsen[48]
- International Advisory Board, Europäisches Hansemuseum, Lübeck[49]
- Advisory Board, Museerne Helsingør
- Advisory Board, Hus och sociala praktiker i svenska städer 1600-1850, Uppsala Universitet[50]
- Medieval Pottery Research Group[51]
- Society of Post-medieval Archaeology[52]
- Baltic and Nordic Medieval Pottery Research Group[53]